# Denis Salas
Denis Salas, né le 27 mars 1952 à Oran, est un ancien juge et essayiste français.

## Biographie
Après avoir exercé en juridiction et enseigné à École nationale de la magistrature, il occupe des fonctions de recherche au sein de différents organismes liés au monde de la justice. Dès le début de sa carrière, il adhère au Syndicat de la Magistrature. Il est membre de comité de rédaction de revues (Archives de politique criminelle, Droit et cultures et Revue des Deux Mondes (1999-2003) ainsi que du conseil d'administration de l'Observatoire international des prisons - section française (2011, OIP) et de l'Italian society for law and Litterature. 
En 2012, il publie La justice dévoyée : critique des utopies sécuritaires. En 2014, il publie Le courage de juger (entretien avec Frédéric Niel), dans lequel il s'interroge sur l'acte de juger tel que sa pratique professionnelle le lui a enseigné. À partir d'exemples vécus, il revisite cet acte compris comme un risque et un pari.
En 2015, il publie un petit opus sur « l'erreur judiciaire ». Il distingue deux grands types d'erreurs : l'une héritée de la tradition dreyfusarde (« erreur liberticide ») ; l'autre qui appartient à notre temps (« l'erreur d'impunité »). Ainsi écrit-il : « L'erreur s'apparente à une brûlure qui s'apaisera d'autant moins qu'au cri de l'innocent s'ajoute désormais celui de la victime. »
Denis Salas a aussi créé un site consacré aux représentations de la justice telles que l'art, le cinéma et la littérature. Y sont publiés en tout ou partie un certain nombre de textes figurant dans la revue Les Cahiers de la justice (Dalloz/ENM). C'est la seule revue qui comporte une rubrique (« lire voir entendre ») exclusivement consacrée à ce thème.
Dans l'entre-deux-tours de l'élection présidentielle de 2017 qui oppose Emmanuel Macron à Marine Le Pen, il cosigne avec d'autres magistrats une tribune appelant à voter pour Emmanuel Macron contre le Front national.
Depuis 2016, il anime l'émission La Plume dans la balance sur la radio Amicus Radio.
Il publie en 2018, La foule innocente, réflexion sur la campagne de terreur qui s'est abattue sur l'Europe en 2015 et la réponse apportée par l'Etat de droit.  
En 2023, paraît un nouvel essai Le déni du viol. Essai de justice narrative sur le dialogue nécessaire entre l'expérience de la violence intime et la mission de la justice.

## Diplômes
- Licence en droit
- Diplômes d'études approfondies de sociologie du droit et de droit public
- Diplômé de l'Institut d'études politiques de Paris
- Docteur en droit de l'université Paris-Sud : « Du procès pénal. Éléments pour une théorie interdisciplinaire du procès » (1990)[5]
- Habilité à diriger des recherches en droit de l'université Panthéon-Sorbonne

## Carrière
- Scolarité à l'École nationale de la magistrature
- Juge des enfants au TGI de Senlis (1985-1989)
- Juge des enfants au TGI de Nanterre (1990-1993)
- Juge d'instruction au TGI de Nanterre (1993-1994)
- Secrétaire général adjoint de l'Institut des hautes études sur la Justice (IHEJ, 1995-1998)
- Maître de conférences à l'École nationale de la magistrature (2000-2006)
- Vice-président au tribunal de grande instance de Paris.
- Premier vice-président adjoint au tribunal de grande instance d'Evry (juin 2014-août 2016)[6].
- Inspecteur général adjoint des services judiciaires (août 2016-août 2017)[7] (poste support)
- Mise à la retraite mais maintien en activité en surnombre à l'inspection générale de la justice (août 2017-…)[8].
- Nommé magistrat enseignant associé (MEA) à l'École Nationale de la Magistrature à c/ du 1er avril 2020 (arrêté du 30 mars 2020)

## Fonction actuelles
- Président de l'Association française pour l'histoire de la justice fondée par Robert Badinter [9] depuis 2015[10].
- Directeur scientifique de la revue trimestrielle Les Cahiers de la justice[11].
- Membre du Centre d'études des normes juridiques Yan Thomas [12].
- Codirecteur de la collection "Figure de justice" (Michalon)

## Ouvrages
- Du procès pénal, PUF, 1992 ; coll. « Quadrige », 2010
- Le tiers pouvoir : vers une autre justice, Hachette Littérature, 1998 ; coll. « Pluriel », 2000; rééd.Fayard 2010
- Albert Camus : la juste révolte, Michalon, 2002, réed. 2015
- La volonté de punir : essai sur le populisme pénal, Paris, Hachette, 2005 ; coll. « Pluriel », 2010; rééd.Fayard, 2010
- Imaginer la loi : le droit dans la littérature (dir.), Michalon, 2007
- Les nouvelles sorcières de Salem : leçon d'Outreau (avec Antoine Garapon), Seuil, 2006
- Les procureurs de la République (avec Ph. Milburn et K. Kostulski), PUF, 2010
- Les cent mots de la justice, PUF, coll. « Que sais-je ? », 2011 (reed. 2018, 2024)
- La justice dévoyée : critique des utopies sécuritaires, Les Arènes, 2012
- Kafka combat avec la loi, Michalon, 2013
- Le courage de juger, entretien avec F. Niel, Bayard, 2014
- Erreurs judiciaires, Dalloz, coll. « À savoir », 2015
- Le procès politique (XVe – XXe siècle), dir., La Documentation française, 2017
- La foule innocente, éd. Desclée de Brouwer, 2018
- Les chemins de l'abolition de la peine de mort.'' De Césare Beccaria à Robert Badinter, (en coll.) , La Documentation française, 2022
- Le déni du viol. Essai de justice narrative, Michalon, 2023
- L'infamie. Histoire et métamorphoses (en coll.), La Documentation française, 2024